# 9e eeuw
De 9e eeuw (van de christelijke jaartelling) is de 9e periode van 100 jaar, dus bestaande uit de jaren 801 tot en met 900. De 9e eeuw behoort tot het 1e millennium.

## Langjarige gebeurtenissen en ontwikkelingen
Vikingen

Kaart van de Vikinggebieden in de 8e (donkerrood), 9e (rood), 10e (oranje) en 11e (geel) eeuw. De groene gebieden waren het slachtoffer van regelmatige rooftochten door Vikingen.

- Met hun vergevorderde zeevaartkunde zijn de inwoners van het verre noorden van Europa steeds succesvoller. Soms neemt dat de vorm aan van gewapende invallen in de rest van Europa, maar vaak is het ook gewoon een gedurfde vorm van handel op de verre afstanden.
- Engeland, de Nederlanden en Frankrijk worden bezocht door de Denen. De Noren koloniseren Ierland en IJsland, terwijl de Varjagen (Zweden) zich op de Baltische kusten en in de Slavische gebieden ter plaatse van Novgorod vestigen en het Kievse Rijk stichten.
- De Vikingen beginnen nederzettingen te bouwen op de kusten van Ierland, die zich ontwikkelen tot de eerste steden in Ierland. Deze Ierse Viking-steden Wexford, Waterford, Cork en Limerick beginnen vervolgens een bedreiging te vormen voor de Ierse clans.

Europa
- Met de kroning van Karel de Grote in 800 begint de eeuw voor West-Europa als een tijd van hoop, zoals deze in vele eeuwen niet gevoeld is. Het begin van deze eeuw mag dan ook een tijd van ongekende bloei en herstel genoemd worden, die bekendstaat als de Karolingische renaissance.
- In de tweede helft van de eeuw echter komen er steeds grotere problemen. Voor een deel komt dat omdat de Franken het begrip 'kroonprins', de enige erfgenaam van de macht, niet kennen. Na de dood van de koning volgt een deling van het Frankische Rijk volgens het Salische erfrecht. De Merovingers blijken niet bij machte om hun onderdanen tegen invallen uit het noorden te beschermen en plaatselijke machthebbers, die de Vikingen moeten zien te weren, zien niet in waarom zij de keizer nog moeten gehoorzamen.
- De Frankische gebieden worden onderverdeeld in gouwen, met aan het hoofd een gouwgraaf. In de tweede eeuwhelft wordt die functie meer en meer erfelijk en ontstaan grafelijke dynastieën.
- Joden hebben in het Karolingische Rijk een status aparte. Zij hoeven geen legerdienst te verrichten, mogen onbeperkt handel drijven, maar moeten wel hogere belastingen betalen dan de christenen. Een speciale officier, de Judenmeister, wordt door de regering aangesteld om de privileges van de Joden te beschermen.
- In Engeland, voor zover niet bezet door Vikingen, bloeien de zeven Angel-Saksische koninkrijken: de Heptarchie. Uiteindelijk bereikt Alfred de Grote van Wessex min of meer de status van 'Koning van Engeland".
- Byzantium komt in 843 eindelijk de iconenstrijd te boven en kan daarmee beginnen aan een langzaam herstel. Met de ontwikkelingen in het westen, namelijk de kroning van Karel de Grote tot nieuwe 'keizer van het Westen' heeft de 'Oost-Romeinse' keizer echter wel zijn aanspraak op het enig keizerschap en daarmee de hoogste positie in de rangorde van het christendom verloren zien gaan. Daarmee wordt de paus ook steeds onafhankelijker van de Byzantijnse keizer.
- Het Iberisch Schiereiland is grotendeels in handen van de Moren, maar in het noorden ontwikkelen zich christelijke koninkrijkjes.
- Het heidense Groot-Moravische Rijk omvat het huidige Tsjechië, Slowakije, Hongarije en delen van de aangrenzende landen, onder andere Saksen en Silezië.
- Er begint een nieuwe volksverhuizing onder impuls van de Varjagen (Scandinaviërs), die een Finse bevolkingsgroep, de Magyaren zuidwaarts drijven, die op hun beurt een Turks nomadenvolk storen, de Petsjenegen. De Varjagen zullen het Rijk van Kiev stichten en de Petsjenegen zullen de plaats van de Chazaren innemen. De Magyaren worden naar het westen gedreven, samen met de Kabaren (opstandige Khazaren), naar de Pannonische vlakte.
- De kloosterordes verbreiden de wijnbouw over Europa.

Islamitische wereld
- De spectaculaire veroveringen van de Islam zijn nu goeddeels ten einde. Het Arabische Rijk valt uiteen in elkaar bestrijdende staten.
- De islam kan zich aan consolidatie en culturele bloei wijden. Deze bloei wordt mede mogelijk gemaakt door de in het algemeen tolerante houding ten opzichte van de christenen, die vaak nog de overheerste meerderheid van de bevolking zijn. In landen als Irak vervullen vele christenen belangrijke functies.
- De moetazilieten maken de dienst uit aan het Abbasidische hof tussen 818 en 848. De moetazilieten gebruiken slechts de Koran als basis voor het recht en voelen zich niet gebonden aan de Hadithverzamelingen of aan het werk van de oelema. Hierdoor blijft er ruimte voor een eigenmachtige wetgeving door de kalief. Vanaf 850 is daar geen sprake meer van en speelt de kalief geen rol meer bij het vaststellen wat islam en wat sharia is.
- In de 9e eeuw ontstaat een sterke tegenreactie op het moetazilisme door onder meer de school van de asharieten. Na 861 worden de moetazilieten vervolgd en worden ze niet meer als rechtsschool (Ar. madhhab) erkend. De asharieten worden dominant in de scholen van Safi, Hanafi en Maliki.
- De kunsten en wetenschappen worden gestimuleerd door de intellectuele vrijheid die de Abbasiden voorstaan. Er ontstaan beroemde studiecentra met onder andere het Huis der Wijsheid waar vanuit de hele bekende wereld studenten en geleerden komen studeren en onderwijzen. Bagdad wordt een belangrijk centrum voor het in stand houden van de vroegere Helleense geschriften. Ook de geneeskunst staat op hoog peil.
- De Hadithverzamelingen van Al-Bukhari en Muslim komen tot stand. Ze bevatten overleveringen over het leven en de uitspraken van de Profeet, en worden als de meest authentieke van alle Hadithverzamelingen gezien. Ook worden ze beschouwd als de belangrijkste bron na de Koran.
- Uit deze periode dateren de vertellingen van Duizend-en-een-nacht, waarin Bagdad en zijn beroemde kalief Haroen ar-Rashid een belangrijke rol spelen.
- In Noord-Afrika zetelt de dynastie der Aghlabiden te Kairouan. Emirs uit dit huis veroveren ook Sicilië en Apulië en vestigen er islamitische rijkjes.

Christendom

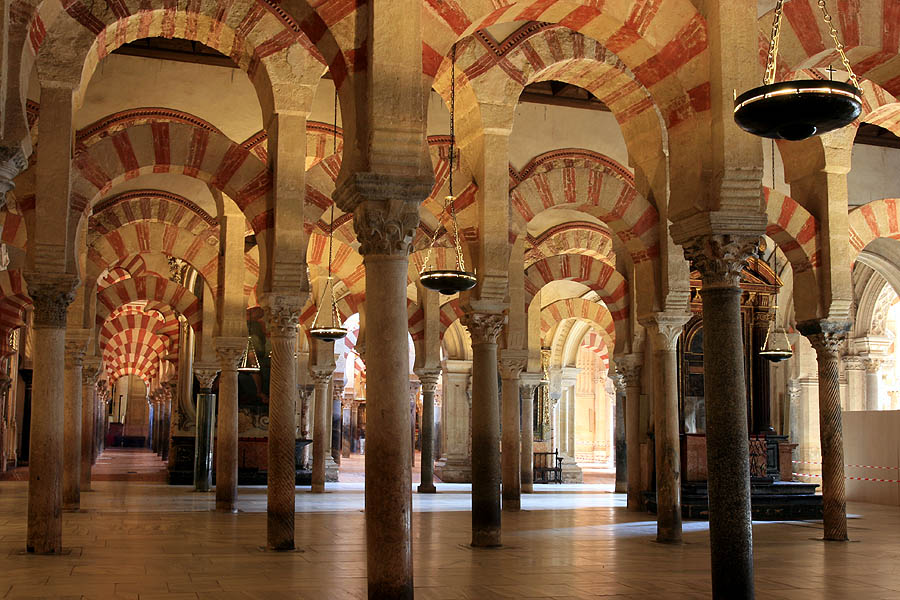
Moorse architectuur in de Mezquita in Córdoba, oorspronkelijk een moskee.

- Voor de Kerk van Rome is het een tijd van expansie vooral in noordelijke richting. Ook Bohemen bekeert zich.
- De Gregoriaanse muziek wordt mede dankzij Karel de Grote overal in Europa in de eredienst opgenomen.
- De kloosterregel van Columbanus wordt vervangen door de regel van Benedictus.

Lage landen
- In Zeeland worden ringwalburgen gebouwd ter verdediging tegen de Vikingen. In vredestijd zijn de burgen doorgaans onbewoond, maar in geval van gevaar vormen ze een veilig heenkomen voor de lokale bevolking. Toch is een deel van Walcheren enige tientallen jaren een uitvalsbasis voor de plundertochten van de Vikingen.
- De missionaris Liudger brengt het Christendom in Hamaland.

Azië
- Als nog meer Turkse volkeren naar Centraal-Azië komen, voornamelijk de Kirgiezen, trekken de stammen die in Centraal-Azië wonen, de Oguzen en Kipchaken, verder naar het westen.
- De hindoetempel Prambanan en de boeddhistische Borobudur in de buurt van Jogjakarta worden gebouwd tijdens de heerschappij van de Mataram-koningen.
- De Chola's breiden vanuit Tamil Nadu hun macht uit over Ceylon.
- Japan wordt feitelijk geregeerd door de Fujiwara (familie), waarvan de leden trouwen met de Keizers.

Innovatie
- In het Midden-Oosten ontstaat de techniek om aardewerk te glazuren.

Scheepvaart en handel
- Ongeveer 200 jaar lang is Birka een handelsplaats voor geheel Noord-Europa. Arabisch zilver, parels uit Oost-Europa en Rusland, ijzer uit Bergslagen en vellen en pelzen uit het noorden worden hier verhandeld.
- Er ontstaat een handelsroute van de Varjagen op de zuidkust van de Oostzee naar de Grieken, een handelsroute die vrijwel geheel over water gaat en die Scandinavië met het Byzantijnse Rijk verbindt. De route stelt de Varjagen in staat om een profijtelijke handel met het Byzantijnse Rijk op te zetten. Iets oostelijker verloopt de handelsroute over de Wolga naar de Kaspische Zee en Bagdad. De Varjagen drijven handel in was, barnsteen, honing en slaven en komen terug met onder andere zijde.
- Omdat het een hele toer is om tijdens zeereizen voedsel houdbaar en eetbaar te houden, wordt stokvis bij de Vikingen snel populair. Ook andere zeevaarders nemen de stokvis over.
- Arabieren introduceren de teelt van suikerriet op Sicilië en in Andalusië.

Amerika
- Voor de Maya is deze eeuw een tijd van chaos en desintegratie. Een voor een worden de oude stadstaten verlaten. De basis van de economie, de landbouw is niet in staat om de gegroeide bevolking te voeden, mede door roofbouw en door een te groot geworden adel, die het beste land heeft volgebouwd. De lange telling wordt in deze tijd voor het laatst gebruikt. Voor sommige steden is de laatste vermelding op steen al van voor 800, voor een enkele van na 900 (909 is de laatste datum). Tegelijkertijd echter is er in het noorden, met name in Chichén Itzá een nieuw begin. Gebaseerd op een ander politiek stelsel — eerder een oligarchie dan een god-koningschap — begint daar een nieuwe bloeiperiode die tot 1450 zal voortduren.
- Noordelijker zijn in het Dal van Mexico de Tolteken in opkomst, die hun hoofdstad in Tollan hebben gevestigd. Ze overvleugelen Xochicalco en breiden hun macht uit tot Yucatán.

### Belangrijke personen
- Adi Shankara, een invloedrijk Hindoe-filosoof en spiritueel leider in de school van de Advaita Vedanta.
- Al-Djahiz, een schrijver en geleerde van Ethiopische afkomst.
- Alfred de Grote, koning van Wessex, het belangrijkste Angelsaksische koninkrijk in Engeland.
- Arnulf van Karinthië, koning van Oost-Francië en Lotharingen, later ook (tegen)koning van Italië en (tegen)keizer.
- Árpád, de stichter van het huidige Hongarije en van de Hongaarse koningsdynastie der Árpáden.
- Basileios I, Byzantijns keizer van Armeense afkomst en stichter van de zogenaamde Macedonische dynastie.
- Boris I van Bulgarije, vorst van Eerste Bulgaarse Rijk.
- Clemens van Ohrid, een Bulgaarse geestelijke schrijver en de eerste Bulgaarse aartsbisschop.
- Harald I van Noorwegen, de eerste koning die over geheel Noorwegen heerste.
- Haroen ar-Rashid, kalief van het Arabische Rijk uit de dynastie der Abbasiden.
- Keizerin Irene van Byzantium, keizerin van het Byzantijnse Rijk.
- Karel de Grote, koning der Franken en keizer van het Heilige Roomse Rijk.
- Kenneth I van Schotland, koning van de Picten en de Schotten.
- Kroem, heerser van Bulgarije.
- Lodewijk de Vrome, koning van Aquitanië, en daarna koning der Franken en keizer van het Heilige Roomse Rijk.
- Rurik, een Vikinghoofdman.
- Simeon I van Bulgarije, tweede zoon van Boris I en vorst van Bulgarije.
- Ziryâb, musicus in het islamitische zuiden van Spanje.

## Uitvindingen en ontdekkingen
- Eerste afbeelding van een roterende slijpsteen in een Europese bron - de illustratie toont een slinger, het eerste bekende gebruik van een slinger in het Westen.
- Het eerste bekende gedrukte boek, geprint in China door het gebruik van blokdruk.
- Uitvinding van buskruit door Chinese taoïstische alchemisten.
- De volkstaal in het vroegere Romeinse rijk, het Vulgair Latijn, begint zich te ontwikkelen in verschillende Romaanse talen.
- Twee syllabische schriften of kana worden ontwikkeld vanuit vereenvoudigd Chinees in Japan.

<< · 800-809 · 810-819 · 820-829 · 830-839 · 840-849 · 850-859 · 860-869 · 870-879 · 880-889 · 890-899 · >>
<< · 1e · 2e · 3e · 4e · 5e · 6e · 7e · 8e · 9e · 10e · >>